# Gustavo Nieves Campello
Gustavo Nieves Campello (nascido em 9 de março de 1982) é um atleta paralímpico espanhol. Representou a Espanha nos Jogos Paralímpicos de Verão de 2012 em Londres.